# Shay Spitz
Shay Phillip Spitz (tiếng Trung: 史必; sinh ngày 27 tháng 1 năm 1988) là một cầu thủ bóng đá New Zealand gốc Hồng Kông hiện tại thi đấu cho câu lạc bộ tại Giải bóng đá ngoại hạng Hồng Kông Southern. Spitz cũng mang quốc tịch Hoa Kỳ.

## Sự nghiệp

### Đại học và nghiệp dư
Spitz học tại Orange Coast College in Quận Cam, California một học kỳ, tuy nhiên anh không chơi bóng liên đại học. Năm 2006, Spitz chuyển đến Đại học bang California, Fullerton và đá bóng trong 4 năm, ra sân 77 lần và ghi 12 bàn.
Spitz cũng trải qua mùa giải 2010 với Hollywood United Hitmen ở USL Premier Development League.

### Chuyên nghiệp
Ngày 15 tháng 2 năm 2012, Spitz ký một bản hợp đồng chuyên nghiệp với câu lạc bộ tại USL Pro Los Angeles Blues và có màn ra mắt ngày 4 tháng 5 trong chiến thắng 2-1 trước Wilmington Hammerheads.

#### Kitchee
Ngày 12 tháng 9 năm 2012, Spitz ký một bản hợp đồng chuyên nghiệp với câu lạc bộ tại Giải hạng nhất Hồng Kông Kitchee. Anh bị buộc phải rời khỏi câu lạc bộ sau những cáo buộc rằng anh không có giấy phép làm việc tuy anh sinh ra ở Hồng Kông.

#### Los Angeles Blues
Vào tháng 3 năm 2013, Spitz về lại Los Angeles Blues. Anh ghi bàn thắng đầu tiên cho câu lạc bộ ngày 26 tháng 4 năm 2013 trong chiến thắng 4-0 trước Wilmington Hammerheads.

#### Southern District
Ngày 9 tháng 7 năm 2015, anh gia nhập Southern sau một mùa giải với Hong Kong Rangers.
Ngày 2 tháng 7 năm 2017, Southern thông báo trên Facebook rằng Spitz sẽ trở lại mùa giải tới.

## Sự nghiệp quốc tế
Spitz nằm trong đội hình 12 người của Đội tuyển bóng đá bãi biển quốc gia Hoa Kỳ thi đấu Copa Salvador del Mundo 2013.

## Gia đình
Em trai của Shay Spitz là Tyler Spitz thi đấu cho Đội tuyển bóng bầu dục quốc gia Hồng Kông.